# Милли Д’Аббраччо
Милли Д’Аббраччо (итал. Milly D'Abbraccio; урождённая Эмилия Куччиньелло, итал. Emilia Cucciniello; род. 3 ноября 1964, Авеллино, Кампания) — итальянская порноактриса и политик.

## Биография
После победы в конкурсе Miss Teenager Italy в 1978 году, она начала работать на телевидении в передачах Galassia 2 и Vedette. Кроме того она работала в кино и театре, однако после решила принять предложение Риккардо Скикки работать со студией Diva Futura, основанной Скикки совместно с Чиччолиной. После работы над несколькими фильмами она решает открыть собственную порностудию.
Сестра Милли — Марианжела Д’Аббраччо — итальянская театральная и киноактриса.
На парламентских выборах 2008 года Милли Д’Аббраччо выдвигалась от Социалистической партии Италии по X муниципалитету, однако в парламент не прошла.

## Фильмография
- Vediamoci chiaro (1984)
- Meglio baciare un cobra (1986)
- Il lupo di mare (1987)
- La trasgressione (1988)
- Intrigo d'amore (1988)
- College (1989) Miniserie TV
- Amore, non uccidermi (1990)
- L'ultimo innocente (1992)
- Vedo nudo (1993)
- Taboo di una moglie perversa ovvero Molly P.R. porca e scatenata (1993)
- Animalità... strane sensazioni (1994)
- Milly: Fine, Crazy and Fancy (1995) (V)
- Doppio contatto anale (1995) (V)
- Milly: Photo Live (1996) (V)
- Una famiglia per pene (1996)
- C'era una volta il... bordello (1997) (V)
- Paolina Borghese ninfomane imperiale (1998) (V)
- La moglie bugiarda (1998)
- Anaxtasia - La principessa stuprata (1999) (V)
- Sex Animals (2000)
- La professoressa di lingue (2001) (V)
- L'avvocata del diavolo (2002) (V)
- L'onorevole (2002) (V)
- L'educatrice (2005)